# 16-я моторизованная дивизия (вермахт)
16-я пехотная дивизия (нем. 16. Infanterie-Division) — тактическое соединение сухопутных войск нацистской Германии. 
С 1 октября 1940 года 16-я моторизованная дивизия (нем. 16. Infanterie-Division (mot)), с 13 октября 1942 года 16-я танково-гренадерская дивизия (16. Panzergrenadier-Division), с 28 марта 1944 года 116-я танковая дивизия (116. Panzer-Division) — дивизия вермахта во Второй мировой войне.

## История
В октябре 1934 года на базе 18-го полка 6-й пехотной дивизии Рейхсвера было создано командование Мюнстера/Вестфалии, которое через год переименовали в 16-ю пехотную дивизию.
Во время польской кампании она находилась на границе с Бельгией, во французскую наступала во втором эшелоне.
Осенью 1940 года реформа танковых войск разделила дивизию на 16-ю моторизованную и 16-ю танковую дивизии, моторизованная была переведена в Зелангер (Вестфалия) и доукомплектована частями расформированной 228-й пехотной дивизии.
В апреле 1941 года дивизия наступала на Балканы в составе 2-й армии.
После нападения на СССР 16-я моторизованная дивизия участвовала в окружении войск под Киевом, затем находилась в районе Курска.
25 августа 1942 года на замену 111-й и 370-й пехотных дивизий 52-го армейского корпуса вермахта в Калмыкию начали прибывать части 16-й моторизованной дивизии.
Летом 1942 года дивизия наступала на Астрахань в составе 4-й танковой армии, достигла самой восточной точки, до которой когда-либо доходили части вермахта. В Калмыкии дивизия контролировала широкий участок, в её состав были включены два созданных эскадрона местных добровольцев, позже выделенные в отдельный Калмыцкий кавалерийский корпус.
В ноябре 1942 года дивизия была переименована в 16-ю танково-гренадерскую без каких-либо изменений в численности и вооружении, в первой половине 1943 года она отступала до Миуса, затем отправлена для пополнения и отдыха во Францию.
Весной 1944 года, после объединения с 179-й резервной танковой дивизией, была переименована в 116-ю танковую. Она противостояла высадке в Нормандии и попала в мешок под Каном, выбралась с большими потерями на линию Зигфрида. 
В августе 1944 года 16-я пехотная дивизия должна была быть реорганизована в составе 30-й волны соединений с использованием остатков 158-й резервной дивизии и частей 16-й авиаполевой дивизии. Фактически переформирование дивизии завершилось в октябре, соединение было обозначено как 16-я народная пехотная дивизия (16. Volksgrenadier-Division). До конца войны использовалось на Верхнем Рейне.
В боях под Хюртгенвальде дивизия вновь была разбита. Остатки смогли выбраться из котла под Везелем и перебраться через Рейн. Капитулировала вместе с остальными немецкими частями в апреле 1945 года в Рурском котле.

## Командиры дивизии
- генерал-лейтенант Герхард Глокке (15 октября 1935 — 12 октября 1937)
- генерал-лейтенант Готхард Хейнрици (12 октября 1937 — 31 января 1940)
- генерал-лейтенант Хенрих Крампф (1 февраля 1940 — 1 июня 1940)
- генерал-лейтенант Ханс-Валентин Хубе (1 июня 1940 — 1 ноября 1940)
- генерал пехоты Фридрих-Вильгельм фон Шаппюи (1 ноября 1940 — 15 марта 1941)
- генерал танковых войск Зигфрид Хенрици (16 марта 1941 — 15 мая 1941)
- генерал-майор Иоганн Штрайх (и.о. 15 мая-15 ноября 1941)
- генерал танковых войск Зигфрид Хенрици (ноябрь 1941 — 13 ноября 1942)
- генерал танковых войск Герхард граф фон Шверин (13 ноября 1942 — 20 мая 1943)
- генерал-майор Вильгельм Кризолли (20 мая 1943 — 27 июня 1943)
- генерал танковых войск Герхард граф фон Шверин (27 июня 1943 — январь 1944)
- полковник Гюнтер фон Мантойфель (10 января 1944 — 15 марта 1944)
- генерал-майор Карл Штингль (15-28 марта 1944)
- полковник Гюнтер фон Мантойфель (28 марта 1944 — 30 апреля 1944, исполняющий обязанности)
- генерал танковых войск Герхард граф фон Шверин (1 мая 1944 — 7 августа 1944)
- полковник Вальтер Райнхард (7-11 августа 1944, исполняющий обязанности)
- полковник Герхард Мюллер (11-23 августа 1944, исполняющий обязанности)
- генерал танковых войск Герхард граф фон Шверин (24 августа 1944 — 14 сентября 1944)
- полковник Герхард Фойгтсбергер (15-19 сентября 1944, исполняющий обязанности)
- генерал-майор Зигфрид фон Вальденбург (19 сентября 1944 — 18 апреля 1945)

## Организация
| - 60-й пехотный полк (Infanterie-Regiment 60) - 64-й пехотный полк (Infanterie-Regiment 64) - 79-й пехотный полк (Infanterie-Regiment 79) - 16-й артиллерийский полк (Artillerie-Regiment 16) - 1-й батальон 52-го артиллерийского полка (I./Artillerie-Regiment 52) - 16-й батальон ПТО (Panzerabwehr-Abteilung 16) - 16-й разведывательный батальон (Artillerie-Regiment 16) - 16-й батальон связи (Nachrichten-Abteilung 16) - 46-й сапёрный батальон (Pionier-Bataillon 46) - 16-й запасной батальон (Feldersatz-Bataillon 16) - войска подчинявшиеся командиру снабжения 16-й пехотной дивизии (Infanterie-Divisions-Nachschubführer 16) - санитарная служба 16-й пехотной дивизии (Sanitätsdienste 16) - интендантский служба 16-й пехотной дивизии (Verwaltungsdienste 16) - 16-й ветеринарная рота (Veterinärkompanie 16) | - 60-й моторизованный полк - 156-й моторизованный полк - 146-й артиллерийский полк - 341-й разведывательный батальон - 165-й мотоциклетный батальон - 228-й штурмовой артиллерийский батальон - 228-й батальон связи - 675-й инженерный батальон - 228-й интендантский батальон - 228-й медицинский батальон |

| - 60-й моторизованный полк - 156-й моторизованный полк - 146-й артиллерийский полк - 116-й танковый батальон - 116-й разведывательный батальон - 228-й противотанковый артиллерийский батальон - 281-й зенитный артиллерийский батальон - 675-й инженерный батальон - 16-й батальон связи | - 16-й танковый полк - 60-й моторизованный полк - 156-й моторизованный полк - 146-й артиллерийский полк - 116-й разведывательный батальон - 281-й зенитный артиллерийский батальон - 228-й противотанковый артиллерийский батальон - 675-й инженерный батальон - 228-й батальон связи - 66-й резервный батальон |

## Награждённые Рыцарским крестом Железного креста

### 16-я пехотная дивизия
- Бернд фон Дёринг, 30.11.1940 — майор, командир 2-го батальона 79-го пехотного полка
- Хельмут Майер, 07.03.1941 — обер-лейтенант, командир 14-й (противотанковой) роты 79-го пехотного полка
- Цапик Волькович, 04.03.1941  — сержант 2-го батальона 79-го пехотного полка

### 16-я моторизованная дивизия

#### Рыцарский Крест Железного креста (26)
- Роберт Борхардт, 23.08.1941 — капитан, командир разведроты бронеавтомобилей 341-го разведывательного батальона
- Герберт Штёкерт, 10.10.1941 — ефрейтор, командир пулемётного расчёта 9-й роты 156-го моторизованного полка
- Зигфрид Хенрици, 13.10.1941 — генерал-лейтенант, командир 16-й моторизованной дивизии
- Вальтер Кёстер, 30.10.1941 — капитан, командир 3-го батальона 156-го моторизованного полка
- Карл Торлей, 23.11.1941 — обер-лейтенант, командир 2-й роты 60-го моторизованного полка
- Вернер Кляйншмидт, 14.12.1941 — капитан, командир роты 341-го разведывательного батальона
- Норберт Хольм, 20.12.1941 — полковник, командир 156-го моторизованного полка
- Вальтер Кнёспель, 17.01.1942 — капитан, командир роты 156-го моторизованного полка
- Вернер Баумгартен-Крузиус, 22.02.1942 — обер-лейтенант, командир 5-й роты 156-го моторизованного полка
- Эрхард Кунце, 22.02.1942 — обер-фельдфебель, командир взвода 2-й роты 341-го разведывательного батальона
- Йозеф Фернольд, 22.02.1942 — унтер-офицер 8-й роты 60-го моторизованного полка
- Отто Линднер, 19.03.1942 — майор, командир 2-го батальона 60-го моторизованного полка
- Гюнтер Клаппих, 31.07.1942 — обер-лейтенант, командир 11-й роты 60-го моторизованного полка
- Йоханнес Айзерманн, 25.08.1942 — полковник, командир 156-го моторизованного полка
- Йозеф Кулот, 24.09.1942 — обер-ефрейтор, командир отделения 6-й роты 60-го моторизованного полка
- Александр Фиаль, 18.12.1942 — полковник, командир 60-го моторизованного полка
- Ганс Бунцель, 10.02.1943 — обер-фельдфебель, командир взвода 3-й роты 116-го танкового батальона
- Оскар Каутц, 28.07.1943 — обер-лейтенант, командир 7-й роты 156-го моторизованного полка
- Герберт Линднер, 28.07.1943 — унтер-офицер, командир отделения 6-й роты 60-го моторизованного полка
- Генрих Шульце, 14.08.1943 — штабс-фельдфебель, командир взвода 2-й роты 116-го танкового батальона
- Франц Бредемейер, 23.08.1943 — фельдфебель, командир взвода 2-й роты 156-го моторизованного полка
- Отто Фишер, 27.08.1943 — оберстлейтенант, командир 156-го моторизованного полка
- Георг Тумбек, 12.11.1943 — обер-ефрейтор, командир отделения 10-й роты 60-го моторизованного полка
- Герман Векинг, 15.01.1944 — обер-вахтмайстер, передовой наблюдатель 1-й батареи 146-го артиллерийского полка
- Вилли Таннебергер, 10.02.1944 — обер-фельдфебель, командир подразделения 3-й роты 156-го моторизованного полка
- Хельмут Бохниг, 09.06.1944 — майор, командир 228-го противотанкового батальона

#### Рыцарский Крест Железного креста с Дубовыми листьями (5)
- Карл Торлей (№ 132), 11.10.1942 — капитан, командир 1-го батальона 60-го моторизованного полка
- Вернер Баумгартен-Крузиус (№ 199), 27.02.1943 — обер-лейтенант, командующий 1-м батальоном 156-го моторизованного полка
- Герхард граф фон Шверин (№ 240), 17.05.1943 — генерал-майор, командир 16-й моторизованной дивизии
- Гюнтер Клаппих (№ 254), 08.06.1943 — обер-лейтенант, командующий 3-м батальоном 60-го моторизованного полка
- Генрих Фойгтсбергер (№ 351), 09.12.1943 — полковник, командир 60-го моторизованного полка

#### Рыцарский Крест Железного креста с Дубовыми листьями и Мечами
- Герхард граф фон Шверин (№ 41), 04.11.1943 — генерал-лейтенант, командир 16-й моторизованной дивизии

### 116-я танковая дивизия (10)[2]
- Хайнц-Гюнтер Гудериан, 05.10.1944 — майор Генерального штаба, начальник оперативного отдела штаба 116-й танковой дивизии
- Эберхард Риссе, 26.11.1944 — капитан, адъютант 60-го моторизованного полка
- Зигфрид фон Вальденбург, 09.12.1944 — полковник, командующий 116-й танковой дивизией
- Йоханнес Лутц, 09.12.1944 — лейтенант, командир взвода караульной роты 116-й танковой дивизии
- Эберхард Штефан, 12.01.1945 — майор, командир 116-го разведывательного батальона
- Ханс-Йоахим Вайссфлог, 05.03.1945 — лейтенант, командир 2-й роты 16-го танкового полка
- Хайнц Ауэрт, 28.03.1945 — лейтенант резерва, командир 2-й роты 116-го разведывательного батальона
- Хельмут Цандер, 05.04.1945 — оберстлейтенант, командир 60-го моторизованного полка
- Герберт Кезеберг, 14.04.1945 — лейтенант, командир 5-й роты 156-го моторизованного полка
- Фриц Мустер, 14.04.1945 — фельдфебель, командир отделения 116-го разведывательного батальона